# Humanitaire School

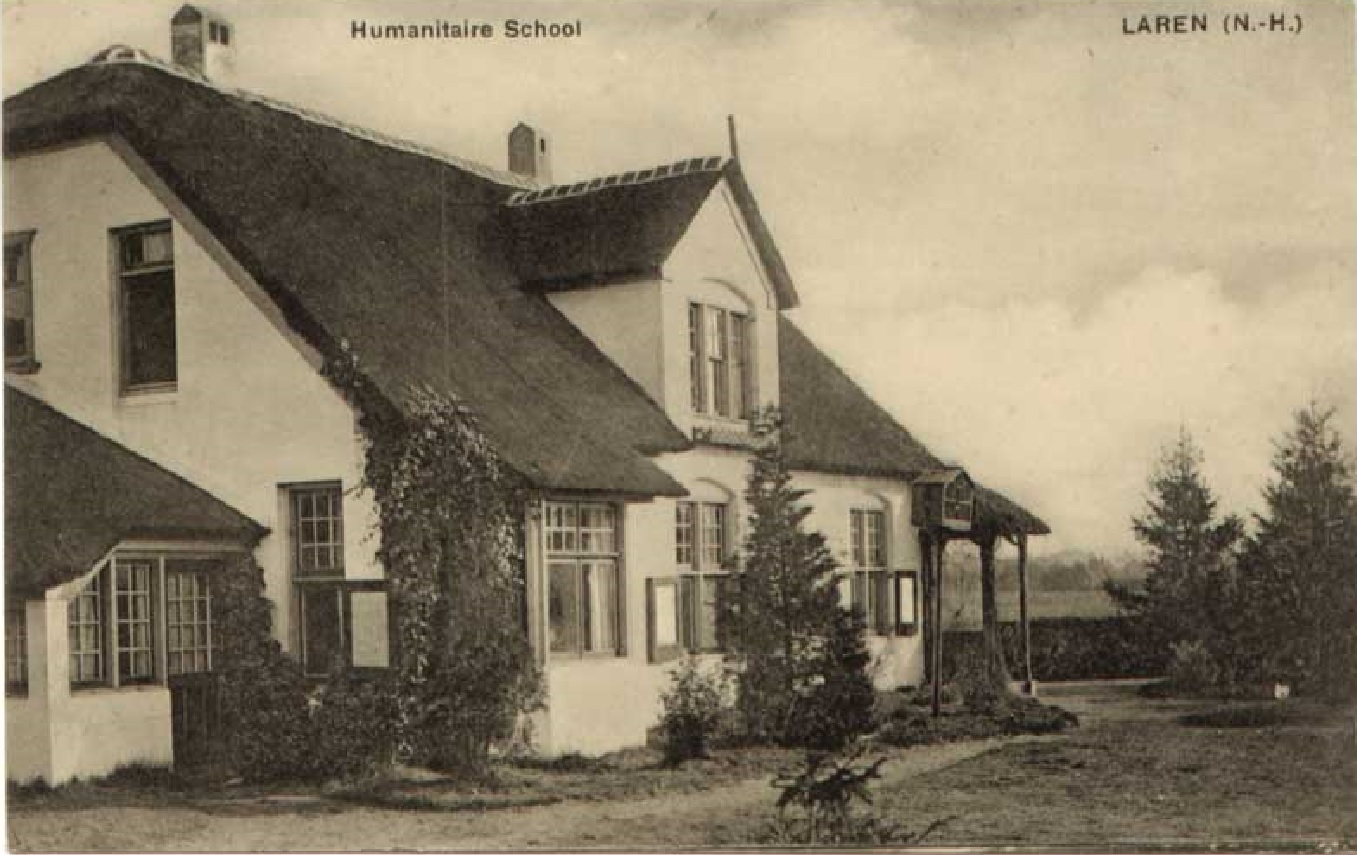
Humanitaire school

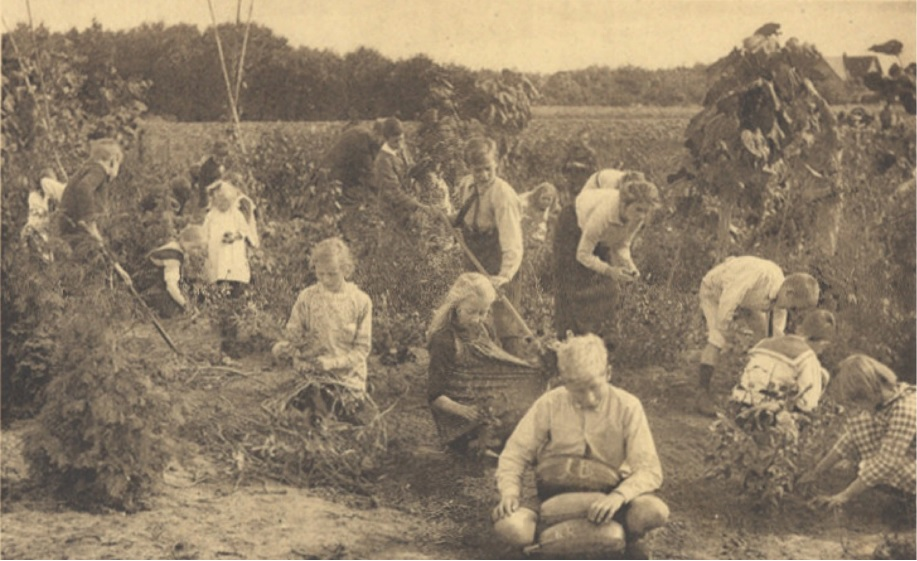
Tuinarbeid

De Humanitaire school ("de Hum") was een in 1903 door Jacob van Rees opgerichte school in de geest van de Rein Leven Beweging. Van Rees stelde zijn villa  te Laren beschikbaar voor het onderricht, en voor huisvesting van de leerkrachten, en sprong bij als er een geldtekort ontstond.
Op de school stonden de idealen van het humanisme centraal. Zelfwerkzaamheid, zoals gepropageerd door Lev Tolstoj en Ellen Key, speelde ook een belangrijke rol. Het schoolgeld werd geheven naar draagkracht van de ouders. In 1910 telde de school 64 leerlingen. De onderwijsvernieuwer Jan Ligthart was als adviseur aan de school verbonden. Het was "een van de weinige scholen waarin zijn principes van de didactiek van het 'zaakonderwijs' werden toegepast".
De eerste onderwijzeres van de school was Marie Calisch. De latere schrijver Cor Bruijn was een van de belangrijkste onderwijzers. Vanaf 1906 was hij hoofdonderwijzer, tot hij in 1916 naar de Hilversumse Schoolvereniging vertrok. Aan de school werd verder lesgegeven door: Dirk Daalder, Deutman-De Meijer, Annie van Hattum, Bertha Kofman, Nelly Korver, Mina Telders, Tjitte Wouters, Gerda Wouters-ter Haar en Betsy van Zutphen. Zij kregen veelal geen salaris, maar alleen kost en inwoning.
De school was aanvankelijk gevestigd in een kamer in de villa van Van Rees. In 1923 ontwierp de architect Henri van Anrooy een schoolgebouw voor de Humanitaire School. Jobs Wertheim maakte voor het gebouw een wandreliëf.
In 1941 werd de school omgezet in de Larense Montessorischool. De ideeën van Van Rees en Bruijn werden voortgezet door Suus Freudenthal-Lutter. Zij publiceerde in de jaren vijftig een studie over de Humanitaire school en de bijdrage daaraan door Cor Bruijn.